# Wołanie
Wołanie – siódmy album polskiej artystki muzycznej Antoniny Krzysztoń, który wydany został w 2000 roku.

## Lista utworów
Źródło: 

Do wszystkich utworów słowa napisała Antonina Krzysztoń (jeśli poniżej nie napisano inaczej).
1. „Tańczymy Czakarere” (melodia ludowa / pochodzenie: Ameryka Południowa)
2. „Wołanie - dzisiaj” (melodia ludowa / Afryka)
3. „Przytul mnie, zlituj się” (melodia/słowa ludowe / przekład: J. Snopek / Węgry)
4. „Nie płyń wodo” (melodia ludowa / Węgry)
5. „Urodziwy pasterz” (muzyka/słowa ludowe / przekład: J. Snopek / Węgry)
6. „Milele” (melodia ludowa / Afryka)
7. „Inny świat” (melodia ludowa / Madagaskar)
8. „Czarny kruku” (melodia ludowa / Rosja)
9. „Łąki, czy was odnajdę” (melodia ludowa / Bretania)
10. „Jak tancerka” (melodia ludowa / Afryka)
11. „Życie jest listem” (muzyka/słowa: Antonina Krzysztoń)
12. „Tak idę za głosem” (muzyka/słowa: Antonina Krzysztoń)
13. „Ojcze nasz” (muzyka: Antonina Krzysztoń)